# Wim Lagendaal
Willem Lagendaal (Roterdã, 13 de abril de 1909 - 6 de março de 1987) foi um futebolista neerlandês, que atuava como atacante.

## Carreira
Wim Lagendaal fez parte do elenco da Seleção Neerlandesa de Futebol que disputou a Copa do Mundo de 1934.

## Ligações Externas
- Perfil em Fifa.com (em inglês)